# 沃利齊亞 (捷奧菲波利區)
49°52′25″N 26°35′2″E / 49.87361°N 26.58389°E
沃利察（烏克蘭語：Волиця）是位於烏克蘭西部的村莊，由赫梅利尼茨基州裡赫梅利尼茨基區的泰奧菲波爾市鎮負責管轄。該村始建於1550年，面積3.46平方公里，海拔高度284米，2001年人口831。